# Liste des abbés de La Lucerne
Liste des abbés de l’abbaye Sainte-Trinité de la Lucerne (Manche)
L’abbaye a été fondée en 1143 par Hasculphe de Subligny, chevalier normand, sous le pontificat de son frère Richard de Subligny, évêque d'Avranches.

## XIIesiècle
- 1143-1144 : Tancrède, prieur
- 1144-1157 : Tescelin, premier abbé en 1145 (bulle de Eugène III)
- 1157-1206 : Angot

## XIIIesiècle
- 1206-1216 : Raoul de Dragueville, ancien prieur de l'abbé Angot
- 1216-1225 : Daniel
- 1225- ? : Raoul
- ? - 1235 : Thomas
- 1235-1253 : Nicolas Bouteroy
- av. 1257-1274 : Pierre de Tourville
- 1275-1279 : Jean de Bouterie
- ? - ? : Gilles de La Mouche

## XIVesiècle
- 1290-1326 : Robert Jean
- 1326-1333 : Thomas Barbou
- 1334-1370 : Thomas Le Clerc
- ? -1378 : Robert Tacon
- 1379-1396 : Jean de Tallevende

## XVesiècle
- 1397-1407 : Jean du Rocher
- 1407-1452 : Philippe Badin
- 1452-1463 : Geoffroy Le Court
- 1463-1496 : Richard Ier de Laval
- 1496-1504 : Richard II de Laval († 1507), neveu du précédent, devint abbé d'Ardenne en 1504.

## XVIesiècle
- av. 1508-1528 : François Caignou
- 1528-1530 : Gabriel de Gramont (1486-1534), évêque de Tarbes, cardinal, premier abbé commendataire.
- 1530-1548 : François de La Guiche, abbé commendataire.
- 1548-1550 : Odet de Châtillon-Coligny (1517-1571), évêque de Beauvais, cardinal, abbé commendataire.
- 1551-1571 : André de Guidotti, abbé commendataire.
- 1572-1575 : Jean de Grimouville, ancien prieur du Mont Saint-Michel, abbé commendataire.
- c. 1575-1596 : René Jourdain, abbé commendataire.

## XVIIesiècle
- 1596-1631 : Jean de La Beslière (c. 1571-1634), prieur de la Bloutière, d'abord abbé commendataire, puis, reçoit l'habit prémontré à Ardenne en 1599, puis la bénédiction de l'évêque d'Avranches en 1601 : devient abbé régulier[note 1].
- 1631-1656 : François de La Beslière (c. 1599-1656)[1], neveu du précédent, abbé régulier.
- c. 1657-1659 : Charles Le Prévost, abbé commendataire.
- 1659-1669 : Denis Le Coursonnais, abbé régulier.
- 1672-1697 : Valentin de Bigorre, abbé commendataire.
- ? -1700 : Jean-Charles de Taillefer (1646-1729) dit l'« abbé de Barrière »[2], abbé commendataire.

## XVIIIesiècle
- 1700-1712 : Jean Éthéard (c. 1641-1712), abbé régulier.
- 1712-1726 : François-Hyacinte Jean des Noiresterres (c. 1645-1726), abbé régulier.
- 1726-1748 : Jean-Baptiste Pelvé (c. 1679-1748), abbé régulier, coadjuteur de son prédécesseur dès 1719.
- 1748-1766 : Pierre-René Cuvigny, abbé régulier.
- 1768-1786 : Claude Duthot († 1786), abbé régulier.
- 1787-1790 : Bernardin Gautier de L'Espagnerie, dernier abbé de La Lucerne.